# Pokémon Trozei!
Pokémon Trozei! (ポケモントローゼ, Pokemon Torōze) é um jogo de Puzzle da série Pokémon feito para Nintendo DS. Muito parecido com Pokémon Puzzle Challenge e Pokémon Puzzle League, usa Pokémon alinhados em colunas sendo necessário marcar quatro na horizontal ou na vertical para eliminá-los. Esse é um dos únicos jogos da série que tiveram um slogan repercutido: "Line 4 up in a row and you're good to go!", que significa em português algo como "Alinhe 4 de uma vez e você pode jogar!"

## Gameplay
Pokémon Trozei! é uma variação do jogo Tetris, mas com uma jogabilidade parecida com a de Yoshi's Cookie. Os blocos são Pokémon em formato de bola. O jogador pode movê-los para esquerda, direita, para cima ou para baixo, tentando fazer quatro Pokémon iguais na horizontal ou na vertical.
Quando isso ocorre, começa a "Trozei Chance", podendo se conectar três Pokémon para eliminá-los e ganhar mais pontos. às vezes, Dittos aparecerão. Eles podem servir como qualquer Pokémon, sendo mais fácil de eliminá-los.

## Adventure Mode
Pokémon Trozei! tem vários modos de jogo. O mais notável é o Adventure Mode, um modo de aventura que tem como personagem principal a espiã Lucy Fleetfoot. Ela trabalha para o Prof. P, da SOL(Secret Operation League), para eliminar o Phobos Battalion, que rouba Pokémon para usos próprios.
Lucy e seus parceiros, Aipom e Manectric, exploram a região onde ocorre a aventura e usando o Trozei Beamer, Lucy solta os Pokémon que o Phobos Battalion roubaram.
Quando se luta contra um dos chefes do Phobos Battalion, estes jogam coisas que podem atrapalhar o jogador e só podem ser eliminados com Dittos.

## Modos de jogo
Os modos de jogo de Pokémon Trozei!, além do Adventure, são:
- Pair Trozei: Dois jogadores se cooperam para poderem acumular pontos e não perderem o jogo.
- Trozei Battle: Dois jogadores competem entre si para ver quem acumula mais pontos.
- Endless Trozei: O jogo não vai parar até o jogador perder.

## Recepção
Pokémon Trozei! recebeu um 8.25 pontos de um total de 10 pela Game Informer por ser "ao mesmo tempo charmoso e desafiador o suficiente para que mesmo aqueles nauseados pelo pensamento de Pokémon realmente o pegassem de qualquer maneira." Nintendo Power, que premiou o jogo com 8,5 de 10, ecoou esse sentimento, afirmando que é "um jogo elegante que é uma explosão, seja ou não um fã [de Pokémon]".